# Thành Thái
L'empereur Thành Thái (成泰), (14 mars 1879 à Hué – 24 mars 1954 à Saïgon), (né : Nguyễn Phúc Bửu Lân 阮福寶嶙), est le 10e souverain de la dynastie des Nguyễn au Việt Nam.
Il est le fils de l’empereur Dục Đức, qui a été assassiné par les deux mandarins confucianistes Tôn Thất Thuyết et Nguyễn Văn Tường, et le petit-fils du mandarin Phan Ðinh Bình.
Empereur du Vietam, il règne de 1889 à 1907, avant d’être détrôné au profit de son fils Duy Tan.

## Biographie
Mis au pouvoir à l'âge de 10 ans par les autorités coloniales françaises, le prince Bửu Lân est pourtant doué d'une vive intelligence et il est difficile à manipuler : il s'aperçoit très tôt que le palais avait été infiltré et noyauté par les espions des Français.

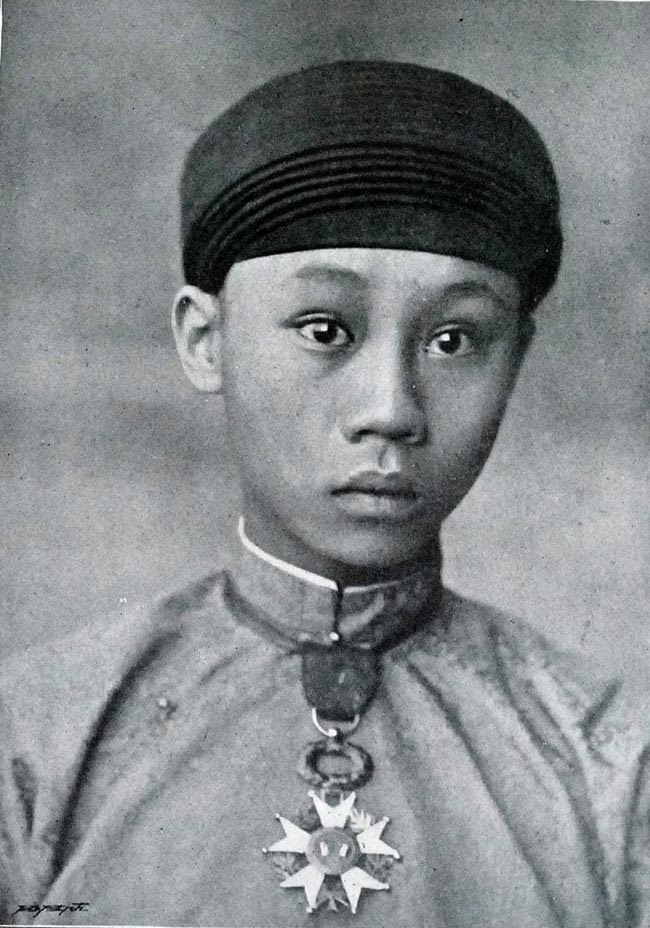
Le jeune empereur.

Contrairement à son père qui avait essayé l'approche amicale avec les Français, Thành Thái adopte une politique plus proche de celle typique des grandes dynasties vietnamiennes du passé, c'est-à-dire une résistance passive contre le colonisateur français : une rébellion ouverte aurait été politiquement suicidaire. Il se fait néanmoins comprendre par des remarques mordantes et des gestes symboliques.

## Un homme du peuple
En tant que monarque, Thành Thái chérissait son peuple. Régulièrement, il s'éclipse du palais pour sortir en ville incognito, et vêtu comme un roturier, s'infiltre dans la population pour voir directement comment ses décisions et la politique influencent la vie des gens. Il s'intéresse à la vie quotidienne de son peuple et connait leurs difficultés journalières.
En d'autres occasions, quand il voyage dans une ville, l'empereur assemble ses sujets dans un équivalent des « town meetings » aux États-Unis, où le but est de donner l'occasion de parler à autant de personnes que possible : l'empereur Thành Thái écoute les opinions et problèmes des Vietnamiens.

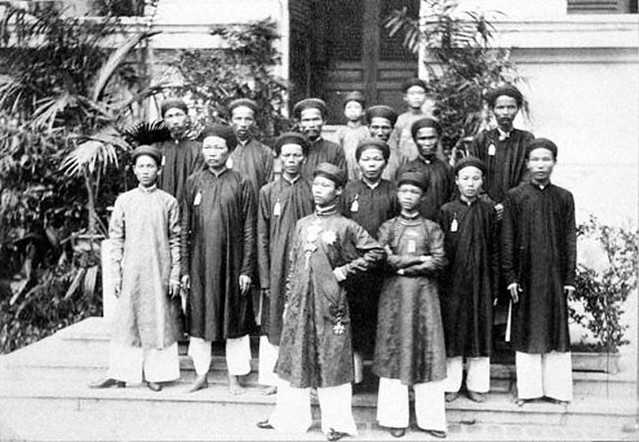
L'empereur et sa cour.

Malgré son intérêt pour les affaires terre à terre, l'empereur ne néglige pas pour autant les affaires politiques. Il encourage l'éducation à la française, mais dans le même temps, maintient vivace le ressentiment pour l'occupation de son pays : à l'instar de la restauration de Meiji au Japon, l'empereur Thành Thái cherche à moderniser son pays tout en préservant son indépendance. Ainsi, il est le premier empereur vietnamien à apprendre à conduire une voiture, ainsi qu'à se couper les cheveux et les coiffer à la française.

## Conflit envers les autorités coloniales et exil
Mais au fil du temps, l'empereur prend conscience à quel point son palais est infiltré par les espions. Il aurait progressivement feint la folie dans le but d'échapper aux soupçons des murs à oreilles.
Fernand Lévecque , le médiocre Résident supérieur de l'Annam va lancer une cabale contre le jeune empereur Thanh Thai à coup de calomnies et fausses rumeurs ( folie de l'empereur) qui entraînera sa prochaine destitution en 1907.

Le gouverneur général par intérim Louis Alphonse Bonhoure note dans son rapport n°1919 du 22/07/1908 au ministre des colonies:
Sans méconnaitre les qualités de travail et d'activités de Monsieur Levecque, je dois constater qu'il a manqué trop souvent de tact et de ce sens subtil de la diplomatie indigène, indispensable à notre représentant à Hué.

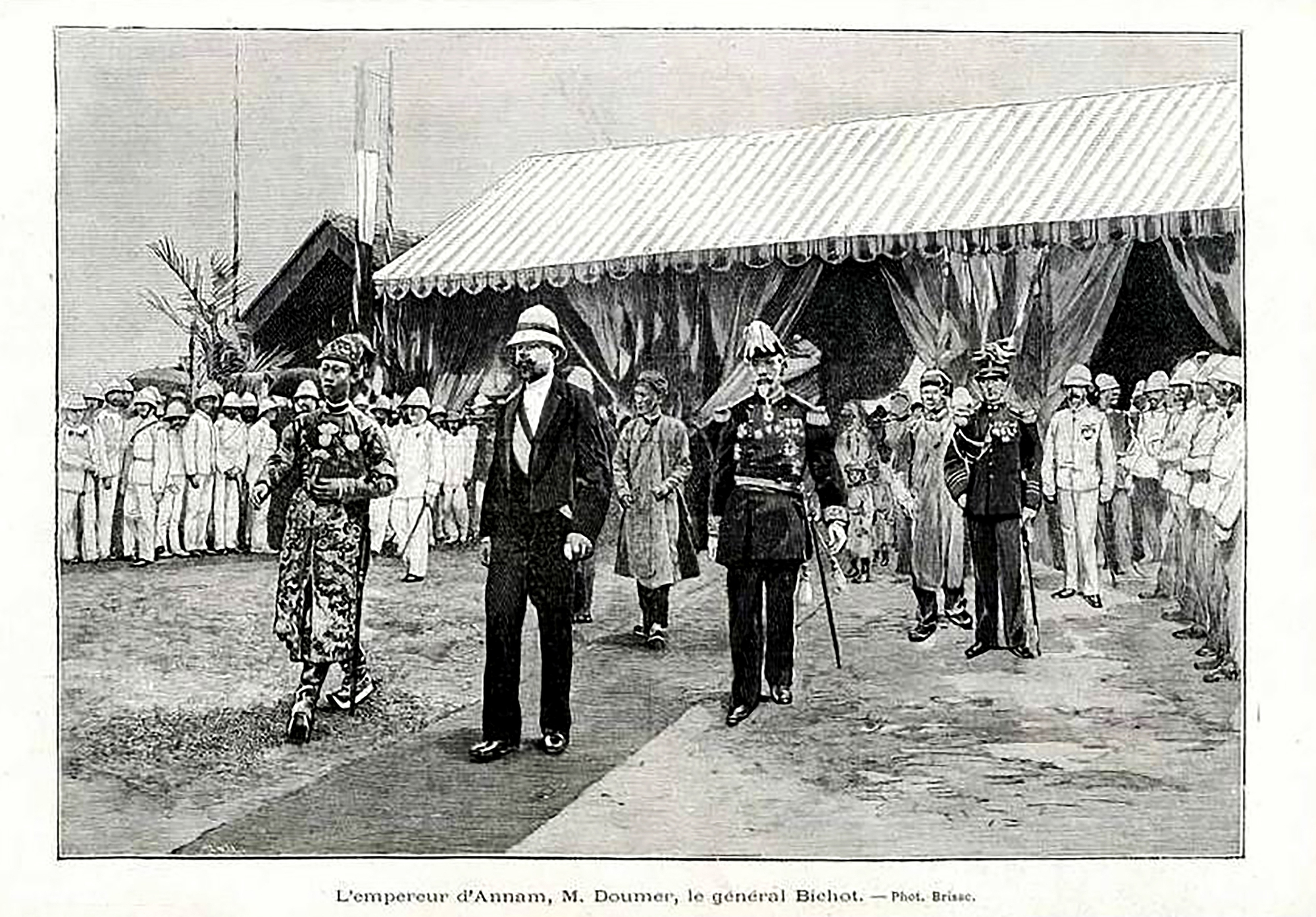
L'empereur et les autorités françaises.

Les autorités françaises commencent à le prendre pour un lunatique atteint de folie douce. Il devint possible pour Thành Thái de travailler plus directement à l'autonomie du Vietnam, tout en attendant le bon moment pour frapper.
En 1907, Thành Thái tenta de rejoindre un mouvement de résistance en Chine, mais l'empereur est arrêté en chemin par les forces françaises. C'est alors qu'il est officiellement accusé de folie et détrôné, au profit de son fils, le jeune prince Nguyễn Phúc Vĩnh San, fils de Nguyễn Thị Định. Devenu l'empereur Duy Tân, ce dernier allait s'avérer être de la même trempe que son père.
Le 3 septembre 1907, après plus d'un mois d'internement au palais de Can Chan, l'empereur est officiellement déposé. Dans sa folie, il aurait commis des actes d'une extrême cruauté,,.
L'empereur Thành Thái ne renonce jamais à ses espoirs d'indépendance pour sa patrie. Il est d'abord exilé en Cochinchine, loin de sa capitale, dans la ville côtière de Cap Saint-Jacques.
En 1916, il apprend que son jeune fils, l'empereur Duy Tân, alors âgé de 17 ans, se révolte ouvertement contre les autorités coloniales en prenant la tête d'un complot anti-français, mais échouant à rallier la population en masse, il est arrêté et déposé. Puis, ils sont tous deux exilés à l'île de la Réunion.
En 1945, l'ancien empereur est autorisé à retourner au Vietnam, où il est d'abord gardé en maison d'arrêt à Vũng Tàu (Cap Saint-Jacques). Il aura la douleur de perdre son fils Duy Tan, mort tragiquement dans un accident d'avion.
Il est autorisé le 24 mars 1953 par l'empereur Bao Dai à retourner à Hué pour visiter les tombes ancestrales.
L'empereur Thành Thái décède à Saïgon le 24 mars 1954, à l'âge de 75 ans et il est enterré aux côtés de son fils Duy Tan dans le tombeau de Duc Duc.

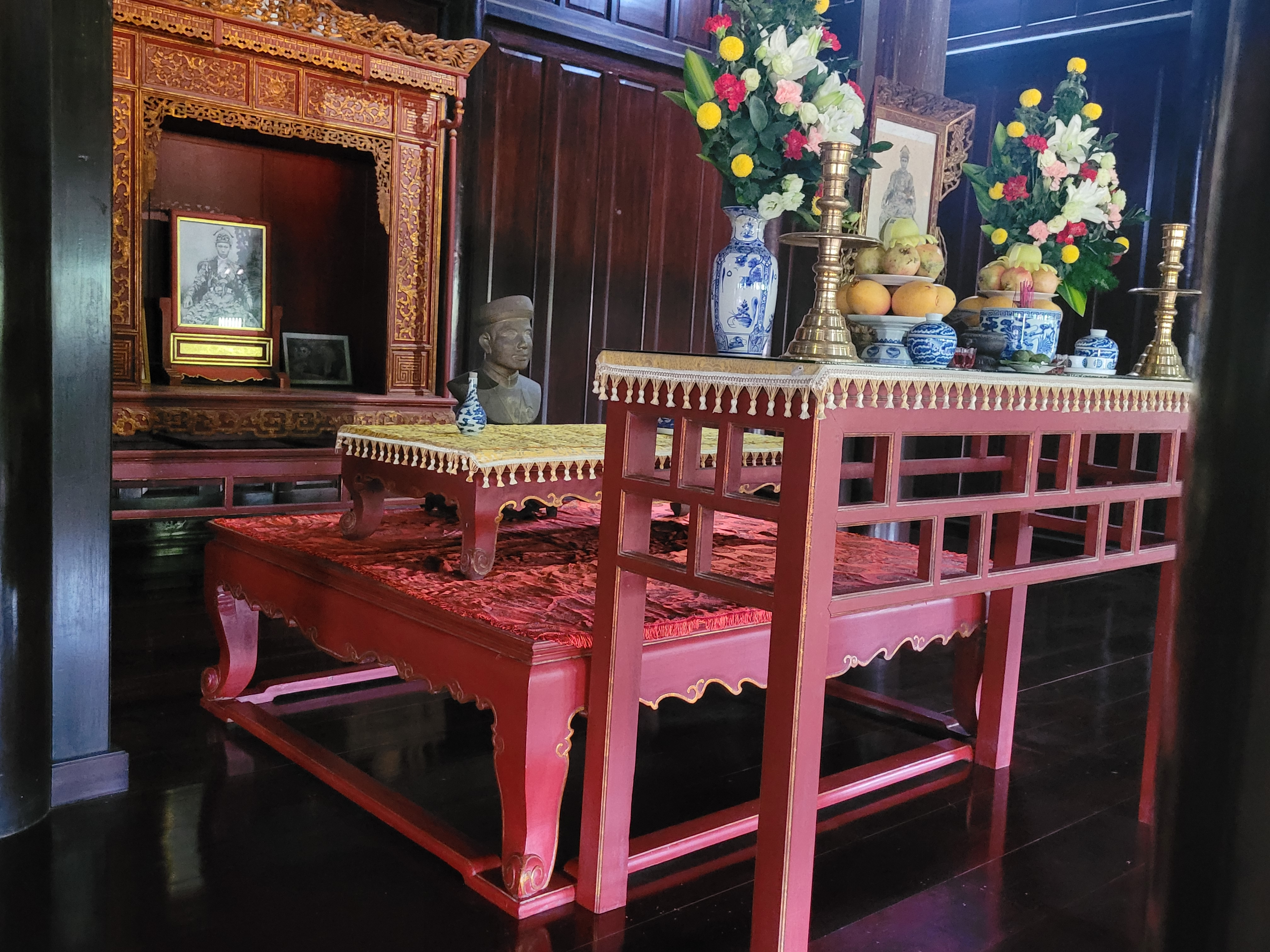
Autel de Thanh Thai